# Altafulla
Altafulla – gmina w Hiszpanii, w prowincji Tarragona, w Katalonii, o powierzchni 6,92 km². W 2011 roku gmina liczyła 4835 mieszkańców.